# Charles-Alexis Brûlart de Sillery

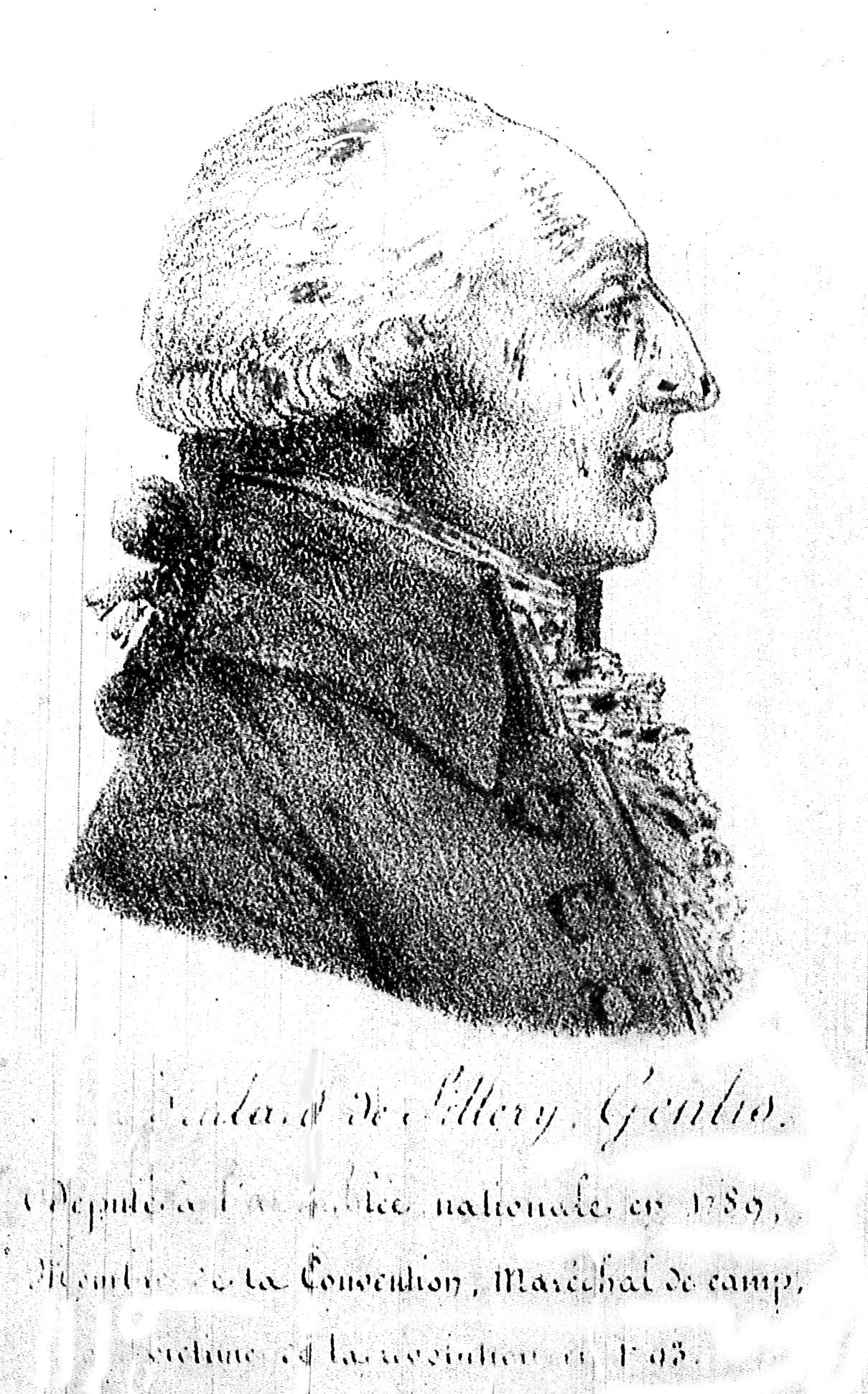
Graf Genlis

Charles-Alexis de Brûlart de Genlis, marquis de Sillery (* 20. Januar 1737; † 31. Oktober 1793) war ein französischer Maréchal de camp und Mitglied der Verfassunggebenden Versammlung 1791.
Er wurde 1791 Mitglied der Verfassunggebenden Versammlung und 1792 Abgeordneter im Nationalkonvent für das Département Somme. Er heiratete Félicité du Crest de Saint-Aubin, Gouvernante des späteren Königs Ludwig Philipp. Der Marquis de Sillery wurde am 31. Oktober 1793 (10. Brumaire II) guillotiniert.

## Werke
- Opinion de M. de Sillery, et projet de décret, sur l’admission des aspirans dans le corps de la marine militaire : impr. par ordre de l’Assemblée nationale. – Paris : de l’Imprimerie nationale, 1791. – Document électronique